# Riocaud
Riocaud é uma comuna francesa na região administrativa da Nova Aquitânia, no departamento da Gironda. Estende-se por uma área de 10,25 km². Em 2010 a comuna tinha 191 habitantes (densidade: 18,6 hab./km²).